# Adesmia tunuianica
Adesmia tunuianica är en ärtväxtart som beskrevs av Arturo Erhardo Erardo Burkart. Adesmia tunuianica ingår i släktet Adesmia och familjen ärtväxter. Inga underarter finns listade i Catalogue of Life.